# Cantieri Navali Pattison
Pour les articles homonymes, voir Pattison.
Les Cantieri Navali Pattison  (chantiers navals Pattison) de Naples étaient des établissements de construction navale qui ont fonctionné de 1864 à la veille de la Seconde Guerre mondiale.

## Histoire
En 1864, l'industriel anglais John Pattison, originaire de Newcastle, qui en 1853, en partenariat avec un autre industriel anglais, Thomas Richard Guppy de Bristol, qui avait fondé la société Guppy & Co, a ouvert une nouvelle usine de mécanique à Naples, avec un chantier naval attenant employant une main-d'œuvre d'environ 600 ouvriers.
Le premier établissement industriel Pattison a trouvé son emplacement dans une ancienne usine de soie datant probablement des années 1830, dans une zone située le long du tracé du chemin de fer Naples-Portici, qui était à l'époque une référence stratégique pour l'implantation des premières usines industrielles et qui caractérisait, du point de vue urbain, toute la zone. L'usine d'origine a ensuite été absorbée par l'expansion des usines Pattison, de la métallurgie et de la fonderie. Au cours des décennies suivantes, Pattison a étendu son implantation en acquérant progressivement d'autres usines adjacentes et en créant également un chantier naval sur la plage de Gigli. En 1886, Pattison occupe environ 24 000 m2, dont les trois quarts sont couverts, organisés autour du complexe de l'ancienne usine de soie.
Les usines Guppy de Pietrarsa comptaient 600 employés et étaient spécialisées dans la production de matériel pour les chantiers navals, de cardes pour l'industrie textile, de matériel à usage naval tel que joints, clous, vis, peinture. Les usines ont fourni les 350 lampes pour le premier éclairage au gaz de Naples et Pattison a conçu une locomotive technologiquement avancée, capable de surmonter même des pentes de 2,5 %, comme sur le tronçon vallonné Nocera Inferiore-Cava dei Tirreni.
En 1886, la fusion entre la société napolitaine Guppy et la société d'ingénierie Hawthorn Leslie and Company de Newcastle donne naissance à la société Hawthorn-Guppy.
En 1904, avec l'approbation par le gouvernement Giolitti de la loi spéciale pour le développement industriel de Naples, entre 1904 et 1906, avec l'intervention des grandes banques mixtes, la consolidation financière-administrative et la réorganisation productive de l'industrie métallurgique méridionale sont réalisées. La société milanaise Officine Meccaniche reprend les usines de la Società Industriale Napoletana Hawthorn-Guppy et les agrandit avec l'aide du Credito Italiano, qui a également joué et continue de jouer un rôle important dans la transformation de l'industrie de Pattison, qui devient en 1904 une S.p.A. (Società per azioni ou Société par actions) avec la raison sociale Officine e Cantieri Napoletani Pattison.
L'industrie a obtenu une part importante des commandes publiques, notamment militaires et, dans les premières années du XXe siècle, les chantiers navals Pattison ont construit pour la Regia Marina plusieurs unités du type torpilleur et destroyer qui participeront à la guerre italo-turque et à la Première Guerre mondiale.
En 1911, la Società Bacini & Scali Napoletani est fondée pour gérer deux cales de lancement et deux cales sèches en maçonnerie. L'effort de guerre de l'Italie augmente considérablement la production de guerre et la productivité des deux chantiers navals, dont les fortunes se croiseront dans les années à venir. Dans la nuit du 10 au 11 mars 1918, Naples est bombardée par le dirigeable allemand Zeppelin LZ 104, parti de Bulgarie, qui a gravement endommagé le chantier naval Pattison.
En 1922, le destroyer Quintino Sella est lancé, chef de file d'une classe portant ce nom et dédiée aux premiers ministres italiens, complété des Francesco Crispi, Giovanni Nicotera et Bettino Ricasoli.
Cependant, la crise de l'après-guerre frappe durement l'industrie napolitaine, entraînant en 1924 la fermeture de l'arsenal, qui est finalement démantelé en 1930. En 1931, Pattison, avec Bacini & Scali Napoletani, fusionne avec la société Officine & Cantieri Partenopei, dirigée par Ansaldo . Dans les années 1930, après avoir fait partie de la galaxie IRI (Istituto per la Ricostruzione Industriale ou Institut de reconstruction industrielle), elle reçoit de nombreuses commandes publiques, surtout militaires, avec la construction de quelques unités des classes Spica et Orsa.
En 1939, les sociétés Officine & Cantieri Partenopei, Cantiere di Vigliena, Officine Meccaniche e Fonderie (anciennement Hawthorn et Guppy) et le Cantiere navale di Castellammare di Stabia fusionnent dans la société Navalmeccanica basée à Naples.

## Source
- (it) Cet article est partiellement ou en totalité issu de l’article de Wikipédia en italien intitulé « Cantiere Pattison » (voir la liste des auteurs).

## Note
1. ↑  L'evoluzione dell'industria nel napoletano.
2. ↑  Pattison.